# Armenian Dances
Armenian Dances è una composizione musicale per concert band, composta da Alfred Reed (1921–2005). È una suite formata da quattro movimenti, dei quali Armenian Dances (Parte I) comprende il primo movimento e Armenian Dances (Parte II) comprende i rimanenti tre. Ogni parte consiste in un determinato numero di canzoni folcloristiche armene dalla collezione di Padre Komitas (1869–1935), un etnomusicologo Armeno.

## Parte I
Armenian dances (parte I) fu ultimata nell'estate del 1972 e fu eseguita per la prima volta dalla Banda Sinfonica dell'Università dell'Illinois il 10 gennaio del 1973. La pièce è dedicata al Dottor Harry Begian, il direttore dell'ensemble stessa. Il lavoro incorpora 5 distinte sezioni:
1. Tzirani Tzar (L'Albero Di Albicocche) (battute 1-29), il quale apre il pezzo, inizia con una breve fanfare di ottoni declinando poi sui legni. Questa canzone sentimentale consiste in tre melodie intrecciate tra di loro.
2. Gakavi Yerk (Il Canto Della Pernice) (battute 30-68), un componimento originale di Padre Komitas, è formata da una melodia semplice inizialmente introdotta dai legni e successivamente ripetuta dagli ottoni. La sua semplice e delicata melodia era stata pensata per un coro di bambini che avrebbe dovuto simbolicamente rappresentare i piccoli passi della pernice.
3. Hoy, Nazan Eem (Hoy, Mia Nazam) (battute 69-185) è una brillante danza, principalmente in 5/8, che impone un'inaspettata struttura di metrica additiva. In questa canzone un giovane uomo decanta la sua amata, di nome Nazam.
4. Alagyaz (battute 186-223), una canzone folcloristica che ha il nome di una montagna Armena, è una loarga e maestosa melodia, usata come contrasto ai ritmi veloci della piece, con parti in levare di tanto in tanto.
5. Gna, Gna (Vai, Vai) (battute 224-422), è una deliziosa e umoristica danza in 2/4 e cresce di volume e velocità con l'approssimarsi della spasmodica conclusione del brano.

## Parte II
Armenian Dances (Parte II) fu nuovamente dedicata al Dottor. Harry Begian, e fu eseguita per la prima volta il 4 aprile del 1976 a Urbana, nell'Illinois, dalla Banda Sinfonica dell'Università dell'Illinois diretta dal Dottor Begian. La Parte II consiste in tre movimenti, ciascuno dei quali basato su una singola canzone folcloristica armena.
1. Hov Arek. Un canto melodico in cui un giovane contadino implora i monti di mandare una fresca brezza per alleviare il suo pesante lavoro. Il movimento consiste in un profondo Largo in cui delicate linee melodiche si intrecciano denotando una grande espressività. Letteralmente Hov Arek significa "vieni, brezza"; ad ogni modo sulla partitura lo stesso Alfred Reed gli mise titolo "La Preghiera Del Contadino".
2. Khoomar. Un nome femminile Armeno. Fu originariamente arrangiata per soprano e coro misto da Gomidas Vartabed. Attraverso questa energica e frivola danza, viene dipinto un festoso borgo armeno dove due giovani si incontrano e si sposano. Questo canto dalla sua vitale struttura ritmata. Alfred Reed sottotitolò questo movimento come "Danza Nuziale".
3. Lorva Horovel. La musica originale ha una complessa melodia improvvisata sulla quale Vartabed aveva eseguito numerose e approfondite ricerche. Nella sua struttura fortemente ritmata e melodica vengono rivelati elementi appartenenti all'era pre-cristiana. Il canto si ispira alla figura del contadino e alla sua essenza fisica e spirituale durante il suo operato. È un riferimento diretto del suo lavoro, le sue suppliche al bue e le sue imprecazioni mentre ara la terra. Queste espressioni risuonano attraverso la melodia che fluttua libera, ritmando e intervallando la struttura di questo meraviglioso canto. Essendo un canto per l'aratura tipico della regione del Lori Alfred Reed la sottotitolò "Canto Da Lori".